# Plainfield (hrabstwo Washington)
Plainfield – jednostka osadnicza w Stanach Zjednoczonych, w stanie Vermont, w hrabstwie Washington.